# White Hall (Alabama)
Pour les articles homonymes, voir White Hall.
White Hall est une ville américaine située dans le comté de Lowndes en Alabama.
Selon le recensement de 2010, White Hall compte 858 habitants. La municipalité s'étend sur 15,54 milles carrés (40,25 km2), dont 15,30 milles carrés (39,63 km2) de terres.

## Démographie
| 1970 | 1980 | 1990 | 2000  | 2010 | - |
| ---- | ---- | ---- | ----- | ---- | - |
| 367  | 251  | 814  | 1 014 | 858  | - |